# Menengai
El cràter Menengai és un volcà en escut amb una de les calderes més grans del món, situat a la Gran Vall del Rift, Kenya.
Es troba a 10 km al nord de Nakuru, la quarta ciutat més gran de Kenya. Les terres de cultiu ocupan els seus flancs.

## Geologia
La construcció del volcà escut va començar fa uns 200.000 anys amb dues erupcions voluminoses de flux piroclàstic, cadascuna precedida per les grans caigudes de pedra tosca. La primera va tenir lloc fa uns 29.000 anys i va produir una gran caldera. La segona gran erupció, fa uns 8.000 anys, va produir uns 30 km³ de magma de composició traquítica peralcalina i que va formar l'actual cim de la caldera de 12 x 8 km.
Més de 70 colades de lava post-caldera cobreixen el sòl de la caldera, els més joves poden tenir uns pocs centenars d'anys. No es coneixen erupcions històriques i l'activitat fumaròlica es limita a la caldera.